# 真田信就
真田 信就（さなだ のぶなり）は、江戸時代中期の旗本。松代藩の第2代藩主・真田信政の長男。真田勘解由家の祖。母の小野図子（宗鑑尼）は信政の側室であり、小野お通の娘である。
慶安元年（1648年）6月20日に将軍徳川家光に拝謁する。その後、事情により勘気をこうむるが、寛文5年（1665年）7月17日にそれを許され、同年12月25日に廩米2000俵を賜って寄合に列する。元禄7年（1694年）7月10日に致仕し、家督を子の信方（真田勘解由）に譲った。元禄8年（1695年）11月26日死去。
母は八橋検校から武家の子女のしつけとして、八橋流の箏曲を習得し、真田勘解由家に相伝された。

## 登場する作品
- 『元禄繚乱』－平成11年（1999年）NHK大河ドラマ、演：阿部サダヲ